# Hebestatis theveneti
Genre
Espèce
Synonymes
- Cyclocosmia theveneti Simon, 1891

Hebestatis theveneti, unique représentant du genre Hebestatis, est une espèce d'araignées mygalomorphes de la famille des Halonoproctidae.

## Distribution
Cette espèce est endémique des États-Unis. Elle se rencontre en Californie et en Arizona,.

## Description

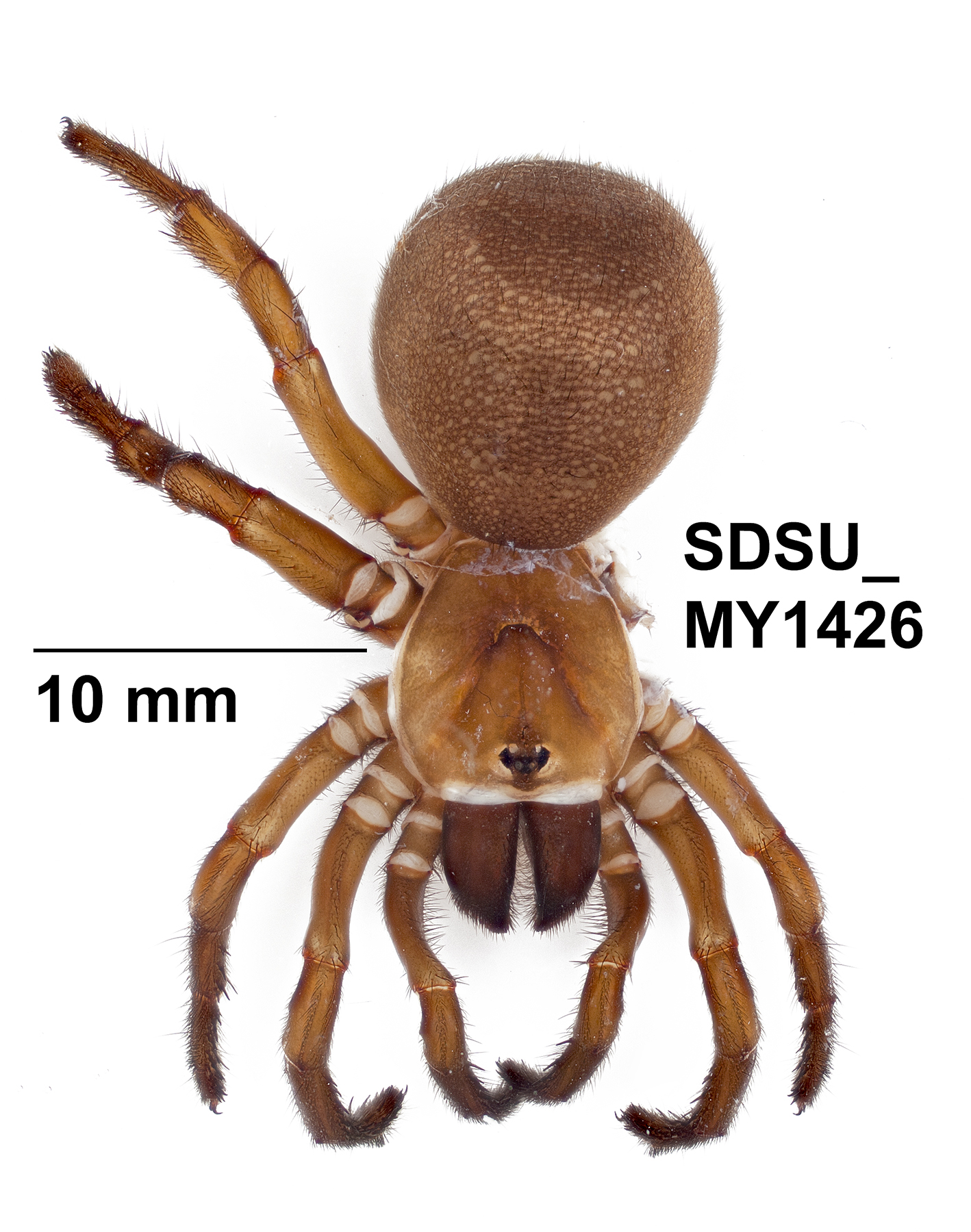
Hebestatis theveneti ♀

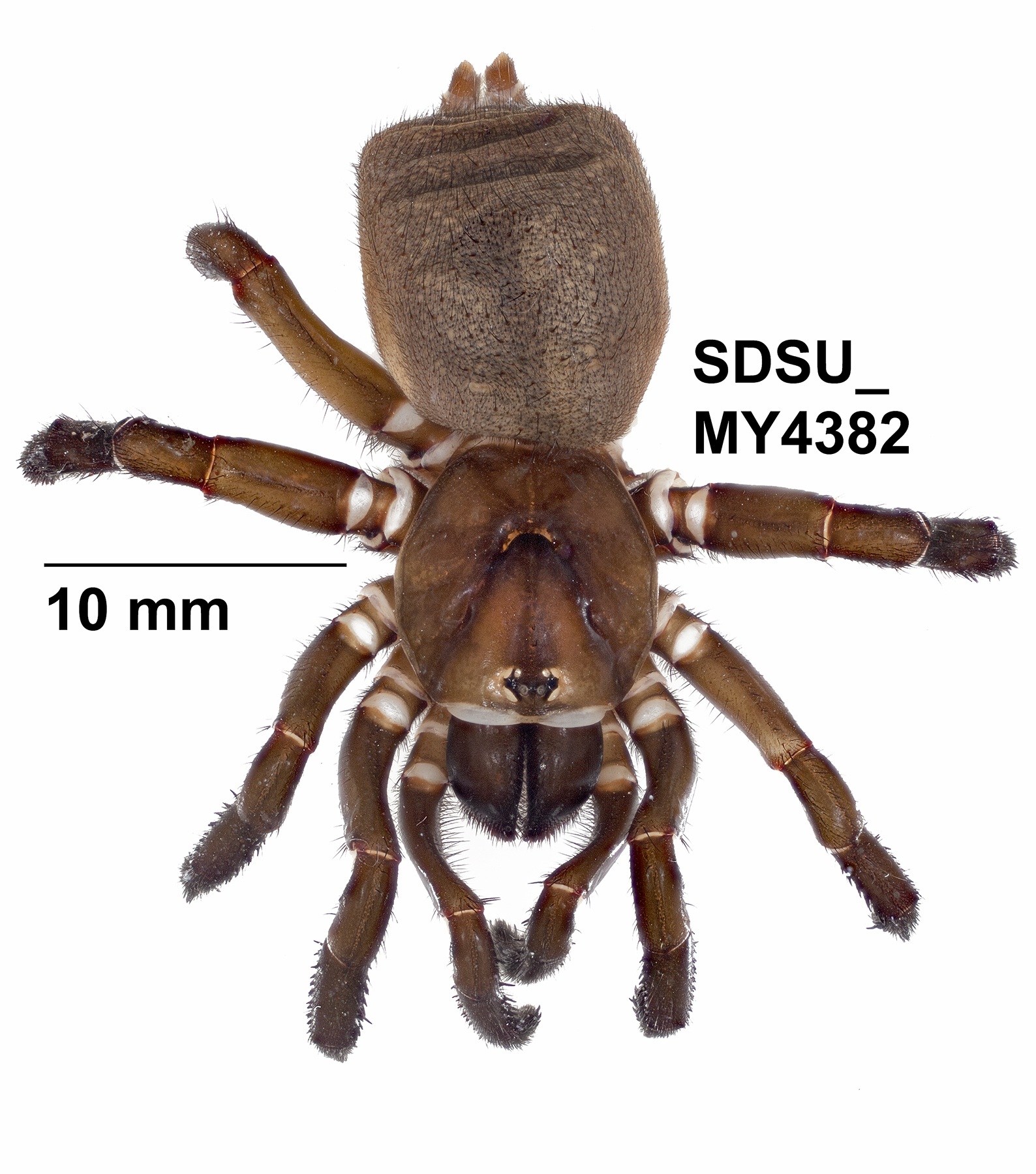
Hebestatis theveneti ♀

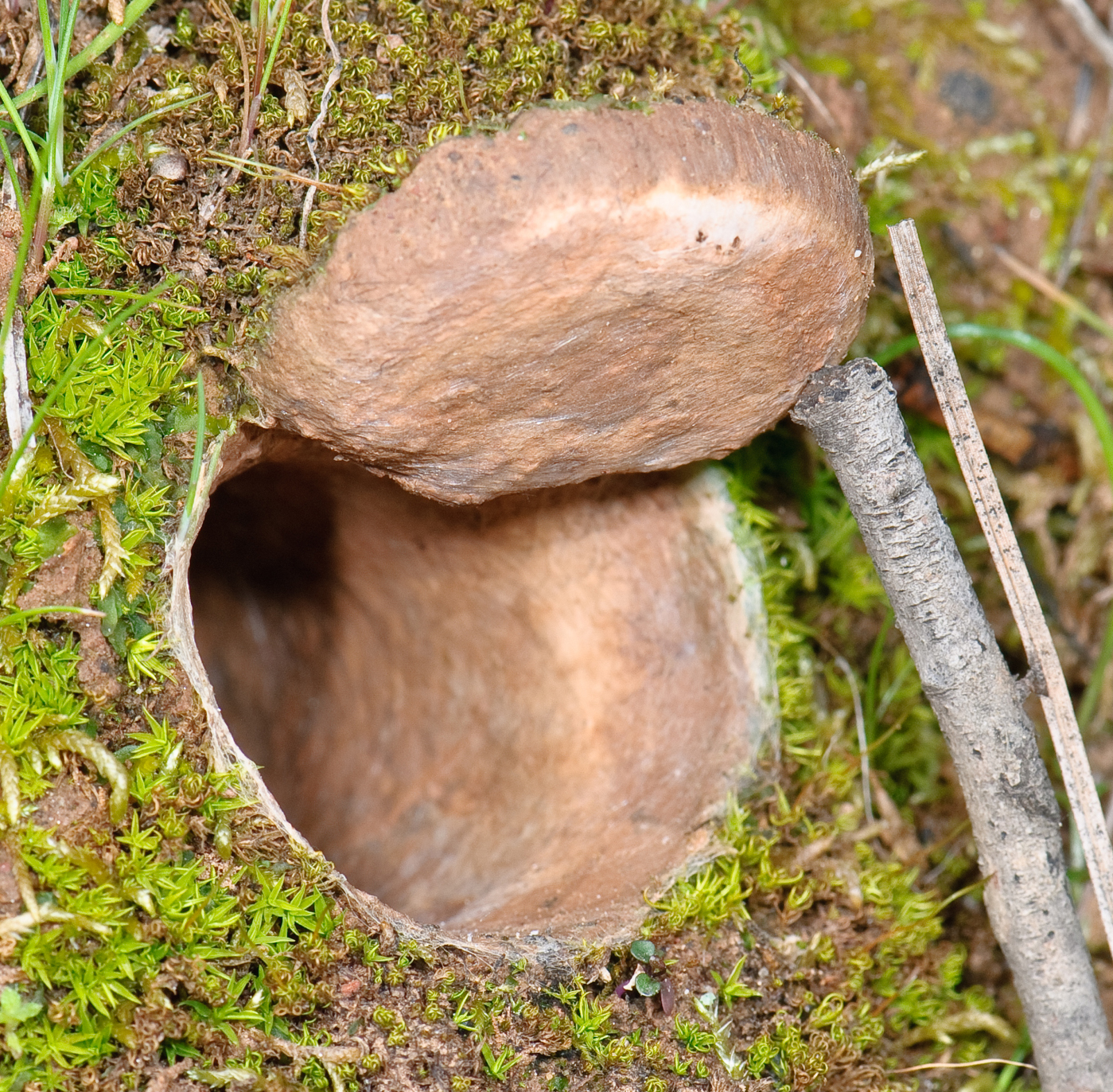
terrier dHebestatis theveneti

La carapace de la femelle holotype mesure 10,2 mm de long sur 8,2 mm et l'abdomen 13,5 mm.

## Systématique et taxinomie
Cette espèce a été décrite sous le protonyme Cyclocosmia theveneti par Simon en 1891. Elle est placée dans le genre Hebestatis par Simon en 1903.

## Étymologie
Cette espèce est nommée en l'honneur de Jules Thevenet (1826–1875).

## Publications originales
- Simon, 1891 : « Liste des espèces de la famille des Aviculariidae qui habitent le Mexique et l'Amérique du Nord. » Actes de la Société Linnéenne de Bordeaux, vol. 44, p. 307-326 (texte intégral).
- Simon, 1903 : « Descriptions d'arachnides nouveaux. » Annales de la Société entomologique de Belgique, vol. 47, p. 21-39 (texte intégral).